# Runaround
Runaround (Cercle viciós en català), és un conte o relat curt de ciència-ficció escrit per Isaac Asimov el 1941.
El conte va ser publicat per primera vegada en l'exemplar del març de 1942 de la revista Astounding Science Fiction. Apareix a les col·leccions de relats Jo, Robot (1950), The Complete Robot (1982), i Visions de Robot (1990).
Moltes de les històries d'Asimov sobre Robots exploren les implicacions de les Tres lleis de la robòtica, encara que a "Cercle Viciós" el robot està en realitat seguint les lleis tal qual com van ser ideades; per obtenir el mateix efecte s'usen ambigüitats en el llenguatge, que fan que el robot faci el que se li diu, però no el que es desitja.

## Argument
El 2015, Powell, Donovan i el robot SPD-13 (sobrenomenat "Speedy") són enviats a reiniciar operacions en una estació minera a Mercuri que va ser abandonada deu anys abans.
Descobreixen que els bancs de proto-cèl·lules que proveeixen vida a la base tenen poc seleni i aviat moriran. El pou de seleni més proper és a 17 milles i com que Speedy pot suportar les altes temperatures de Mercuri, és enviat per Donovan per recollir-ne. Els astronautes comencen a preocupar quan s'adonen que Speedy no ha tornat des de les últimes 5 hores, de manera que usen un robot més primitiu per anar a recuperar Speedy, i tractar d'analitzar què li havia passat.
Quan finalment troben Speedy, descobreixen que està corrent en un enorme cercle al voltant d'un pou de seleni. Després, "s'adonen que la forma de caminar de Speedy incloïa un moviment giratori inestable, un moviment de costat-a-costat" (Asimov 49). Quan els astronautes li demanen a Speedy que torni amb el Seleni, Speedy comença a dir coses com: "Hot dog, juguem alguna cosa. Tu m’atrapes i jo t’atrapo; cap amor pot tallar el nostre ganivet en dos" (Asimov 49) citant Gilbert i Sullivan. Speedy continua mostrant símptomes que, si fos humà, serien interpretats com d'ebrietat.
Powell s'adona que la font de Seleni conté algun tipus de perill inesperat per al robot. Sota circumstàncies normals, Speedy observaria la segona llei ("un robot ha d'obeir ordres"), però Speedy va ser car de fabricar i "no és una cosa per ser destruïda com si res ... La regla tres ha estat enfortida ... així que la seva sensibilitat al perill és inusualment alta "(Asimov 51). Com que l'ordre de recollir el seleni va ser dita sense un èmfasi en particular, Speedy no pot decidir si obeir (Segona Regla) o protegir-se a si mateix del perill (l'enfortida regla tres), de manera que fa voltes al seleni fins que les dures condicions i el conflicte de regles li fan mal, a tal grau que havia començat a comportar-se com si estigués "ebri".
Els intents d'ordenar a Speedy que tornés (Segona Regla) van fallar perquè el confós cervell positrònic no pot acceptar noves ordres. Intents de canviar el perill del robot (Tercera Regla) simplement van causar que Speedy canviés de ruta fins a trobar un nou equilibri "esquivant dany/seguint l'ordre".
Per descomptat, l'única cosa que es troba per damunt la Segona i Tercera Regla és la Primera Regla ("un robot no ha de permetre que els seus amos humans rebin mal"). Per tant, Powell decideix arriscar la seva vida exposant-se a la calor, afortunadament la primera regla va obligar a Speedy a salvar Powell, i a sortir del seu estat d'"embriaguesa", de manera que l'equip va poder reparar els bancs de foto-cèl·lules.